# Fabien Raddas
Fabien Raddas, né le 7 mars 1980 à Poissy, est un footballeur français, international guadeloupéen. Durant sa carrière il évolue au poste d'attaquant.

## Biographie
Jeune joueur pratiquant football et basketball durant son adolescence, Fabien Raddas débute avec l'équipe fanion de l’AS Poissy (CFA2) en 1999. Le club accède à l’échelon supérieur en 2000.
En 2002 Raddas est recruté par le FC Rouen, fraîchement promu en National et qui il obtiendra l'accession en Ligue 2 en 2003. Arrivé au Stade brestois en 2003, il n'est pas conservé pour la montée en Ligue 2 décrochée en 2004.
De retour à Poissy en 2004 il fait les beaux jours de son club formateur durant les trois saisons suivantes avant de rejoindre le Paris FC en 2007. 
Très en vue durant cet exercice il est recruté par le Stade Lavallois (National) en 2008 avec lequel il connaît à nouveau la montée en Ligue 2 dès sa première saison. 2009 est l'année de ses premiers pas dans le monde professionnel en Ligue 2 avec Laval.
N'ayant pas réussi à s'imposer en tant que titulaire, il rejoint en juin 2010 l'AS Cannes. À l’été 2011, il signe à l'AS Beauvais Oise (National) puis joue une année au FC Mantois (CFA) en 2012-2013.
En juin 2013 il signe au FC Chambly en CFA et accède en National en fin de saison. Il évolue avec ce même club une année durant en National avant de revenir depuis 2015 dans le club de ses débuts, l’AS Poissy. En parallèle il joue avec l'AS Banque de France en football entreprise.
Depuis juin 2022 il est membre du Variétés Club de France, avec lequel il totalise sept buts.

### Guadeloupe
Fabien Raddas est international guadeloupéen, et prend part à la Gold Cup 2007, participant à la belle aventure de l'équipe de Guadeloupe, seulement défaite en demi-finale par le Mexique.
Fabien Raddas compte au total 13 sélections avec la Guadeloupe.